# 阿蒂亞-辛格指標定理
在數學中，阿蒂亞-辛格指標定理斷言：對於緊流形上的橢圓偏微分算子，其解析指標（與解空間的維度相關）等於拓撲指標（決定於流形的拓撲性狀）。它涵攝了微分幾何中許多大定理，例如陳-高斯-博内定理和黎曼－罗赫定理，在理論物理學中亦有應用。
此定理由邁克爾·阿蒂亞與艾沙道尔·辛格於1963年證出。

## 符號簡述
- X 是緊微分流形。
- E 與 F 是 X 上的向量叢。
- {\displaystyle D:E\to F'}是向量叢之間的橢圓偏微分算子。

## 微分算子的符號
設 {\displaystyle D} 是帶 {\displaystyle k} 個變元 {\displaystyle x_{1},\ldots ,x_{k}} 的 {\displaystyle n} 階微分算子。其符號定義是以 {\displaystyle x_{1},\ldots ,x_{k},y_{1},\ldots ,y_{k}} 為變元的函數，其定義是將
{\displaystyle D=\sum _{r=0}^{n}\sum _{i_{1}+\ldots +i_{k}=r}a_{i_{1},\ldots ,i_{k}}({\vec {x}})\partial _{x_{1}}^{i_{1}}\cdots \partial _{x_{k}}^{i_{k}}}
映至
{\displaystyle \sum _{i_{1}+\ldots +i_{k}=n}a_{i_{1},\ldots ,i_{k}}({\vec {x}})y_{1}^{i_{1}}\cdots y_{k}^{i_{k}}}
因此符號對變元 {\displaystyle {\vec {y}}} 是個 n 次齊次多項式。若此多項式滿足 {\displaystyle P({\vec {y}})=0\Leftrightarrow {\vec {y}}=0}，則稱 {\displaystyle D} 是橢圓算子。
例一. 帶 {\displaystyle k} 個變元的拉普拉斯算子其符號為 {\displaystyle y_{1}^{2}+\ldots y_{k}^{2}}，這是一個橢圓算子。
以上所述是 {\displaystyle \mathbb {R} ^{k}} 上的偏微分算子。今考慮微分流形 {\displaystyle X}，其上的 {\displaystyle n} 階偏微分算子可以藉局部坐標系定義。此時其符號是 {\displaystyle X} 的餘切叢 {\displaystyle p:T^{*}X\to X} 上的函數；對固定的 {\displaystyle x\in X}，其符號是向量空間 {\displaystyle T_{x}^{*}X} 上的 {\displaystyle n} 次齊次函數，此定義與局部座標的選取無關（偏微分算子在坐標變換下的變換較為複雜，只能以射流叢定義；然而其最高階項的變換規律似於張量）。
進一步言之，對於向量叢之間的偏微分算子 {\displaystyle D:E\to F}（一樣以局部坐標定義），其符號是拉回叢 {\displaystyle p^{*}\mathrm {Hom} (E,F)} 的截面。若對每個 {\displaystyle x\in X}，此符號限制為可逆映射 {\displaystyle E_{x}\to F_{x}}，則稱 {\displaystyle D} 為橢圓算子。
粗略來說，橢圓算子的關鍵特性在於它們「幾乎」可逆。對於緊流形上的橢圓算子 {\displaystyle D:E\to F}，存在一個橢圓偽微分算子 {\displaystyle D'} 使得 {\displaystyle DD'} 與 {\displaystyle D'D} 都是緊算子。由此可推知 {\displaystyle D} 的核與餘核都是有限維的。

## 解析指標
既然 {\displaystyle D} 有偽逆，它便是 Fredholm 算子。對這類算子，可定義指標為
Index(D) = Dim Ker(D) − Dim Coker(D) = Dim Ker(D) − Dim Ker(D*)。
在微分幾何的脈絡下，常另稱為{\displaystyle D}的解析指標。
例二. 考慮流形 {\displaystyle \mathbb {S} ^{1}:=\mathbb {R} /\mathbb {Z} }，算子 {\displaystyle D={\frac {\mathrm {d} }{\mathrm {d} x}}-\lambda }，其中 {\displaystyle \lambda \in \mathbb {C} }，這是最簡單的橢圓算子。若 {\displaystyle \lambda \in 2\pi i\mathbb {Z} }，則 {\displaystyle \mathrm {Ker} (D)=\mathbb {C} e^{\lambda x}}，反之則為零空間；其伴隨算子 {\displaystyle D^{*}} 滿足類似的性質，不難算出 {\displaystyle D} 的指數為零。由此例可見 {\displaystyle \dim \mathrm {Ker} (D)} 與 {\displaystyle \dim \mathrm {Ker} (D^{*})} 在 {\displaystyle \lambda } 變化時可能有不連續點，但其差則是個常數。

## 拓撲指標
設 {\displaystyle X} 是 n 維緊微分流形，橢圓偏微分算子 {\displaystyle D:E\to F} 的拓撲指標定義為
{\displaystyle (-1)^{n}\mathrm {ch} (D)\mathrm {Td} (X)[X]=(-1)^{n}\int _{X}\mathrm {ch} (D)\mathrm {Td} (X)}
換言之，是同調類 {\displaystyle \mathrm {ch} (D)\mathrm {Td} (X)} 的最高維項在 {\displaystyle X} 的基本同調類上的取值。在此：
- {\displaystyle \mathrm {Td} (X)} 是流形的 Todd 類。
- {\displaystyle \mathrm {ch} (D)=\phi ^{-1}(\mathrm {ch} (d(p^{*}E,p^{*}F,\sigma (D)))}，在此 {\displaystyle \phi :H^{k}(X,\mathbb {Q} )\to H^{n+k}(B(X)/S(X),\mathbb {Q} )} 是托姆同構，{\displaystyle B(X),S(X)} 指單位球叢及其邊界。
- {\displaystyle \mathrm {ch} } 是陳特徵，{\displaystyle \sigma (D)} 是 {\displaystyle D} 的符號，而 {\displaystyle d(p^{*}E,p^{*}F,\sigma (D))} 是 K 理論中定義的差元。

在特别的情况下，上方的定义可以被简单化。设{\displaystyle X}为一个 {\displaystyle 2m}维、可定向、紧的流行，还假设它的欧拉示性数不等于零。引用托姆同构并从分类空间{\displaystyle BSO}的上同调环拉回欧拉类的逆元，我们可以将拓朴指标写为
{\displaystyle (-1)^{m}\int _{X}{\frac {\operatorname {ch} (E)-\operatorname {ch} (F)}{e(TX)}}\operatorname {Td} (X)}

## 指標定理
符號同前。橢圓算子 {\displaystyle D} 的解析指標在微小的擾動下不變，因此產生了一個自然的問題，稱為指標問題：可否以流形 {\displaystyle X} 及向量叢 {\displaystyle E,F} 的拓撲不變量表示解析指標？
阿蒂亞-辛格指標定理給出的解答是：
D 的解析指標等於拓撲指標
解析指標通常難以計算，而拓撲指標儘管定義複雜，卻往往有直截了當的幾何意義。藉由選取適當的橢圓算子 {\displaystyle D:E\to F}，指標定理可以給出豐富的幾何信息。

## 例子

### 歐拉示性數
設 {\displaystyle X} 為有定向的緊流形。任選一黎曼度量，取 {\displaystyle E:=\bigwedge ^{\mathrm {even} }T^{*}X}，並取 {\displaystyle F:=\bigwedge ^{\mathrm {odd} }T^{*}X}，定義算子 {\displaystyle D:=d+d^{*}:E\to F}。此時的拓撲指標等於 {\displaystyle X} 的歐拉示性數，解析指標等於 {\displaystyle \sum _{i}(-1)^{i}\dim H_{\mathrm {DR} }^{i}(X)}。

### 希策布魯赫-黎曼-羅赫定理
設 {\displaystyle X} 為緊複流形，{\displaystyle V} 為其上的複向量叢。定義
{\displaystyle E:=V\otimes \bigoplus _{i:\mathrm {even} }\Omega _{X}^{0,i}}
{\displaystyle F:=V\otimes \bigoplus _{i:\mathrm {odd} }\Omega _{X}^{0,i}}
{\displaystyle D:={\overline {\partial }}+{\overline {\partial }}^{*}:E\to F}
則解析指標等於
{\displaystyle \mathrm {Index} (D)=\sum (-1)^{p}\dim H^{p}(X,V)}
而拓撲指標等於
index(D) = ch(V)Td(X)[X],

### Â 虧格與 Rochlin 定理
流形的Â虧格是個有理數。對於自旋流形，這個值總是整數，若 {\displaystyle \dim X\equiv 4\mod 8}，則它還是個偶數。這個定理可以由指標定理導出，方法是考慮適當的狄拉克算子；當 {\displaystyle \dim X\equiv 4\mod 8} 時，此算子的核與餘核帶有四元數環上的向量空間結構，其複維度必為偶數，因此解析指標也必然是偶數。

## 歷史淵源
蓋爾芳特首先注意到解析指標的同倫不變性，並在1959年提出了橢圓算子的指標問題，希望以流形的拓撲不變量描述解析指標。黎曼-羅赫定理是最早知道的特例；另一方面，波萊爾與希策布魯赫早先證明了自旋流形的Â虧格的整性，並猜想這個性質可以由某個狄拉克算子的指標詮釋。這個問題也由阿蒂亞與辛格在1961年聯手解決。
阿蒂亞與辛格在1963年宣佈他們的指標定理，但一直沒有正式發表，只出現在 Palais 在1965年出版的書上。他們在1968年發表了第二個證明，用K理論取代了初版證明中的配邊論手法。
阿蒂亞、博特與 Patodi 在 1973 年以熱傳導方程的手法給出另一個證明。格茨勒基於愛德華·維騰（1982）及 Alvarez-Gaume（1983）的想法，給出了局部狄拉克算子的局部指標定理的簡短證明，這涵攝了實際應用中的大多數例子。

## 證明手法

### 偽微分算子
偽微分算子的想法可以從歐氏空間上的常係數偏微分算子解釋，在此情況下，這些算子不外是多項式函數的傅立葉變換；如果我們容許更一般的函數，其傅立葉變換就構成了偽微分算子。對於一般的流形，可以透過局部坐標系定義偽微分算子，只是手續稍微繁瑣一些。
指標定理的許多證明中都利用偽微分算子，而非一般的微分算子，因為前者的理論更富彈性。舉例來說，橢圓算子的偽逆不是微分算子，卻仍是偽微分算子；另一方面，群 {\displaystyle K(B(X),S(X))} 的元素對應到橢圓偽微分算子的符號。
對偽微分算子可以定義階數，這個數可以是任意實數，甚至是負無窮大；此外也能定義其符號。橢圓偽微分算子定義為些對長度夠長的餘切向量為可逆的偽微分算子。指標定理的多數版本皆可推廣到橢圓偽微分算子的情形。

### 配邊
指標定理的首個證明奠基於希策布魯赫-黎曼-羅赫定理，並運用到配邊理論與偽微分算子。想法簡述如下。
考慮由資料 {\displaystyle (X,V)} 構成的環，其中 {\displaystyle X} 是緊定向微分流形，{\displaystyle V\to X} 是向量叢，其加法與乘法分別由不交并與積導出；我們考慮此環對關係 {\displaystyle (\partial X,V|_{\partial X})\sim 0} 的商環。這個構造類似於配邊環，不過此時我們還慮及流形上的向量叢。解析指標與拓撲指標皆可詮釋為從此環映至整數環的同態。托姆的配邊理論給出了這個環的一組生成元，我們可以對這些較簡單的例子驗證指標定理，從而導出一般的情形。

### K 理論
阿蒂亞與辛格正式發表的第一個證明採用了K-理論。設 {\displaystyle X,Y} 為緊流形，{\displaystyle i:X\to Y} 為閉浸入，他們對橢圓算子定義了一個推前運算 {\displaystyle i_{!}}，並證明 {\displaystyle i_{!}} 保持指標。我們一方面可取 {\displaystyle Y} 為一個包括 {\displaystyle X} 的高維球面；另一方面，仍取 {\displaystyle Y} 為前述球面，而 {\displaystyle X} 為其內一點。由於 {\displaystyle i_{!}} 保持指標，而拓撲指標也具備相容的運算，兩相比較後可將指標定理化約到一個點的情形，此時極易證明。

### 熱傳導方程
阿蒂亞、博特 與 Patodi 在1973年給出了熱傳導方程手法的證明。格茨勒、伯利納與弗尼在2002年給出一個精神相近的簡化證明，其中利用了超對稱的想法。
設 {\displaystyle D} 為偏微分算子，{\displaystyle D^{*}} 為其伴隨算子，則 {\displaystyle D^{*}D}、{\displaystyle DD^{*}} 是自伴算子，並具有相同的非零特徵值（記入重數），但是它們核空間不一定有相同維度。{\displaystyle D} 的指標寫作
{\displaystyle \mathrm {Index} (D)=\dim \mathrm {Ker} (D)-\dim \mathrm {Ker} (D^{*})=\mathrm {Tr} (e^{-tD^{*}D})-\mathrm {Td} (e^{-tDD^{*}})}
在此 {\displaystyle t>0} 可任取。
上式右側是兩個熱核的差，它們在 {\displaystyle t\to 0+} 時有漸近表示式，它乍看複雜，但不變量理論表明其中有許多相銷項，藉此可明確寫下領導項，由此可證出指標定理。這些相銷現象稍後也得到超對稱理論的詮釋。

## 推廣
- 推廣至橢圓偽微分算子的情形。
- 考慮更一般的橢圓複形，這是一個由向量叢構成的上鏈複形

0 → E0 → E1 →E2 → ...  → Em →0
其中的每個箭頭都是偽微分算子，其符號構成一個正合複形。當只有兩項非零時，前述條件等價於其間的算子是橢圓的，因此橢圓算子是橢圓複形的特例。反過來說，給定一個橢圓複形，分別考慮其奇次項與偶次項的直和，其間的映射由原複形的映射及伴隨映射給出，如此則可得到橢圓算子。
- 帶邊界的流形。
- 考慮一族以流形 {\displaystyle Y} 為參數空間而變化橢圓算子，相應的解析指數可定義為 {\displaystyle K(Y)} 的元素。
- 設李群 {\displaystyle G} 作用在緊流形 {\displaystyle X} 上，並與所論的橢圓算子交換，則我們可以用等變K理論替代一般的K理論，得到的結果稱為等變指標定理。
- L2 指標定理。

## 阿貝爾獎公告上的引語
當阿蒂亞與辛格在2004年獲得阿貝爾獎時，公告上是這麼形容阿蒂亞-辛格指標定理的：
|  | 科學家以隨時空改變的力與測量量描述世界。自然律以這些量的變化率表示，稱為微分方程。這些方程可以有個「指標」，這是方程的解數減去對所求值的限制數目。阿蒂亞-辛格指標以空間的幾何性質描述這個量。 艾雪著名的詭異作品《升降》解釋了一個簡單的例子。圖中的人們一直在上坡，卻仍繞行著城堡的天井。指標定理可以告訴它們：這是辦不到的。 |

### 書籍
- Atiyah, Michael, , Oxford Science Publications, New York: The Clarendon Press, Oxford University Press, 1988a, ISBN 0-19-853277-6
- Atiyah, Michael, , Oxford Science Publications, New York: The Clarendon Press, Oxford University Press, 1988b, ISBN 0-19-853278-4
- Berline, Nicole; Getzler, Ezra; Vergne, Michèle, , 2004, ISBN 3540200622 利用熱傳導方程與超對稱手法證明狄拉克算子的指標定理。
- Gilkey, Peter B., , 1994  [2008-04-05], ISBN 0849378745, （原始内容存档于2019-12-29） 採用熱傳導方程手法的課本，可自由下載。
- Melrose, Richard B., , 1993  [2008-04-05], ISBN 1568810024, （原始内容存档于2021-03-08） 可自由下載。
- Palais, Richard S., , Annals of Mathematics Studies 57, 1965, ISBN 0691080313 描述了指標定理的原始證明。
- Shanahan, P., , Lecture Notes in Mathematics 638, Springer, 1978  [2008-04-05], ISBN 0387086609, （原始内容存档于2007-09-27）

### 論文
- Atiyah, M. F., , , Asterisque 32–33, Soc. Math. France, Paris: 43–72, 1976
- Atiyah, Michael F.; Singer, Isadore M., , Bull. Amer. Math. Soc., 1963, 69: 322–433  [2008-04-05], （原始内容存档于2009-02-11）
- Atiyah, Michael F.; Singer, Isadore M., , Ann. Math., 1968a, 87: 484–530
- Atiyah, M. F.; Segal, G. B., , The Annals of Mathematics  2nd Ser., 1968, 87 (3): 531–545
- Atiyah, Michael F.; Singer, Isadore M., , The Annals of Mathematics  2nd Ser., 1968b, 87 (3): 546–604
- Atiyah, Michael F.; Singer, Isadore M., , The Annals of Mathematics 2nd Ser., 1971, 93 (1): 119–138
- Atiyah, Michael F.; Singer, Isadore M., , The Annals of Mathematics 2nd Ser., 1971, 93 (1): 139–149.
- Atiyah, M. F.; Bott, R., , Bull. Am. Math. Soc., 1966, 72: 245–50[].
- Atiyah, M. F.; Bott, R., , The Annals of Mathematics  2nd Ser., 1967, 86 (2): 374–407 and Atiyah, M. F.; Bott, R., , The Annals of Mathematics  2nd Ser., 1968, 88 (3): 451–491
- Atiyah, M.; Bott, R.; Patodi, V. K., , Invent. Math., 1973, 19: 279–330, doi:10.1007/BF01425417, Invent. Math., 1975, 28: 277–280, doi:10.1007/BF01425562
- Atiyah, Michael; Schmid, Wilfried, , Invent. Math., 1977, 42: 1–62, doi:10.1007/BF01389783, , Invent. Math., 1979, 54 (2): 189–192, doi:10.1007/BF01408936
- Bismut, Jean-Michel,  (PDF), J. Funct. Analysis, 1984, 57: 56–99  [2008-04-05], （原始内容存档 (PDF)于2008-03-06） Bismut 用機率論的手法證明指標定理。
- Gel'fand, I. M., , Russ. Math.Surv., 1960, 15 (3): 113–123 重印於他的全集第一卷, p. 65-75, ISBN 0-387-13619-3. 在第120頁，蓋爾芳特提示了橢圓算子的指標可以用拓撲量表示。
- Getzler, E., , Commun. Math. Phys., 1983, 92: 163–178
- Getzler, E., , Topology, 1988, 25: 111–117, doi:10.1016/0040-9383(86)90008-X
- Witten, E., , J. Diff. Geom., 1982, 17: 661–692

## 外部連結
- Rafe Mazzeo: The Atiyah-Singer Index Theorem: What it is and why you should care （页面存档备份，存于）. PDF 格式.
- Raussen, Skau, Interview with Atiyah, Singer （页面存档备份，存于）, Notices AMS 2005.
- R. R. Seeley and other, Recollections from the early days of index theory and pseudo-differential operators
- M. I. Voitsekhovskii, M.A. Shubin, , Hazewinkel, Michiel  (编), , Springer, 2001, ISBN 978-1-55608-010-4
- A. J. Wassermann, Lecture Notes on the Atiyah-Singer Index Theorem